# Els Pavesos

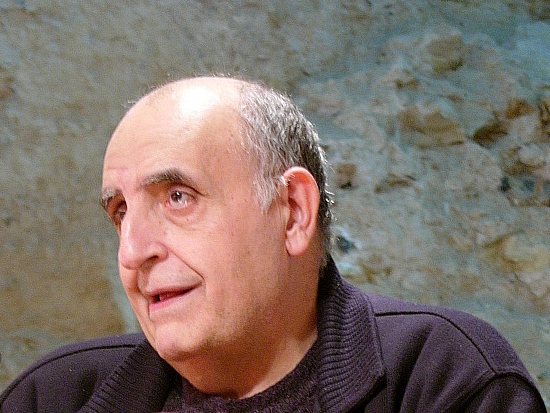
Joan Monleon, chanteur et figure centrale du groupe.

Els Pavesos est un groupe de musique populaire formé à Valence (Espagne) en 1972 par un groupe de fallers dirigé par Joan Monleon. Au départ un projet amateur, le groupe se professionnalise ensuite pour produire une discographie courte mais dense. Son répertoire était basé sur la décontextualisation du folklore valencien, souvent depuis une optique satirique et critique, avec une mise en scène ludique et spectaculaire de l'esthétique fallera où les costumes et les feux d'artifice étaient une constante.

## Histoire
En 1972, Joan Monleon et d'autres fallers prennent leur indépendance de la Falla Corretgeria - Bany dels Pavesos (du quartier de Ciutat Vella) et forment le groupe musical Els Pavesos, avec lequel ils essaient de faire émerger une culture populaire d'expression valencienne.
Simultanément, Monleon participe à l'éclosion théâtrale qui survient dans le monde des fallas, un mouvement qui non seulement récupère le sainete, mais aborde aussi des mises en scène classiques comme celles de Tchekhov ou de Molière, ou encore La infanta Tellina i el Rei Matarot, une farce du XVIIe siècle écrite par le père Francesc Mulet (es) agrémentée d'ingrédients de cabaret et de clins d'œil à a revue musicale. Sous la direction de Rafael Gallart, pionnier du café-théâtre et des textes d'avant-garde à Valence, il réunit une équipe artistique hétérogène mélangeant le monde des fallas, de la culture, du théâtre indépendant, de l'élite progressiste et des acteurs non professionnels, comme le poète Salvador Jàfer. Transformisme du roi Tabalada dans la Sara Montiel d'El último cuplé chantant «Nena» ou «Clavelitos» dans les tribunes, chapeaux  de forme phallique, œuvre du costumier Gabi Gomis, musique populaire du musicien valencien du théâtre indépendant Jorge Pi, l'œuvre est remplie d'une forme d'humour grossier très valencien et très méditerranéen, avec de nombreux doubles sens, un érotisme mêlé au grotesque et à la parodie capable de plaire au public le plus intellectuel comme le plus populaire. À un moment où le théâtre indépendant se trouve en pleine effervescence, Els Pavesos promeuvent des aspects liés à une certaine tradition valencienne, celle des spectacles musicaux, de variétés et la revue.
Peu à peu, Els Pavesos incorporent à leurs spectacles des éléments issus du cirque, de la variétés, du sainete et, en général, de tout domaine les aidant dans leur « mise en scène excessive et délirante ». Le secret ne réside ni dans le répertoire ni dans le traitement musical. Borumballes falleras (1981) inclut un répertoire traditionnel faller (El xisme fallero, Els focs artificials, cançó de la falla, etc.), mais c’est la performance en direct, avec la connexion émotionnelle avec le public, qui subvertit le répertoire.
La musique d’Els Pavesos présente une double transgression. Premièrement, la récupération du répertoire populaire dans une langue qui avait été persécutée. Ils n’ont pas créé, mais mis au goût du jour ce qui était perdu. Les gens s'y sentaient identifiés et, en même temps, le groupe contribuait à fomenter une forme de valencianisme culturel moderne. L'autre transgression est scénique, celle du showman, avec le travestissement ou le strip-tease inversé (monter nu sur scène puis se rhabiller) comme mécanismes comiques.
Els Pavesos finissent par devenir à Valence une sorte d'icône gay entre la fin du franquisme et la Transition, comme le raconte le documentaire Monle, Món, Monleon (Àngel Martínez, 2019) de Jordi Reig, membre d'Els Pavesos et, plus tard, d'Al Tall. Els Pavesos étaient l'inverse de la Nova Cançó, avec une touche fallera et valencienne, et des similitudes avec ce que faisaient en Catalogne La Trinca ou Guillermina Motta (en).
En 1976, Els Pavesos participent à la deuxième édition du festival  Canet Rock (es).
En 1978, Els Pavesos publient El pardal de Sant Joan i la Bolseria, contenant de nombreuses chansons marquantes pour l'histoire de la musique festive valencienne. Carles Gàmez commence à intervenir sur les paroles et réécrit celles de la chanson «Horchatera valenciana» sous l'angle de la dénonciation écologique et de la défense de l'Albufera, avec une strophe ajoutée en catalan :
« Fums i contaminació cubren Valencia sencera

Altos Hornos i la Ford, estan matant l’Albufera

Els peixos s’han ofegat

i les fotges ja no venen

[...] ja no queden

ni pins ni palmeres

[...]

Ponts de ferro preparen el nas de ferro

de la central nuclear, ¡Ai, valencians!

d’ara endavant,

els nostres fills naixeran

amb mascarilla d’acer

i merda menjaran. »
« La fumée et la pollution couvrent Valence toute entière

Altos Hornos et la Ford tuent l'Albufera

Les poissons se sont noyés.

et la morue ne se vend plus

[...] ils ne reste plus

ni pins ni palmiers

[...]

Des ponts de fer préparent le nez de fer

de la centrale nucléaire, Hélas, Valenciens !

dorénavant,

nos enfants naîtront

avec un masque d'acier

et mangeront de la merde. »
En 1979, Els Pavesos publient l'album València - Estambul - Konstantinòpolis, avec l'apparition d'un discours de l’internationalisation, du périple, de l’émigration ou de l’exil, la Méditerranée comme pont entre cultures, que l'on retrouve à la même époque dans les recherches musicologiques d'Al Tall, embarqué dans des recherches musicologiques, ou les albums Cançons de la Mediterrània (« Chansons de la Méditerranée », 1981), Xarq al-Andalus (1984) avec le groupe de Marrakech Muluk el Hwa.

## Discographie
- A la nostra gent (1976)[2], reprises de chansons populaires valenciennes ;
- El pardal de Sant Joan... i la bolseria (1978)[2], avec un prélude de Joan Fuster ;
- València - Estambul- Konstantinòpolis (1979)[2], avec des reprises de Jacques Brel et la collaboration de Francesc Pi de la Serra ;
- Borumballes falleres (1981)[2], disque thématique d'un répertoire exclusivement faller.